# Náboženství v Severní Americe
Náboženství v Severní Americe je převážně křesťanské a židovské, asi 97 % obyvatel Střední Ameriky jsou římští katolíci.